# Melrose House

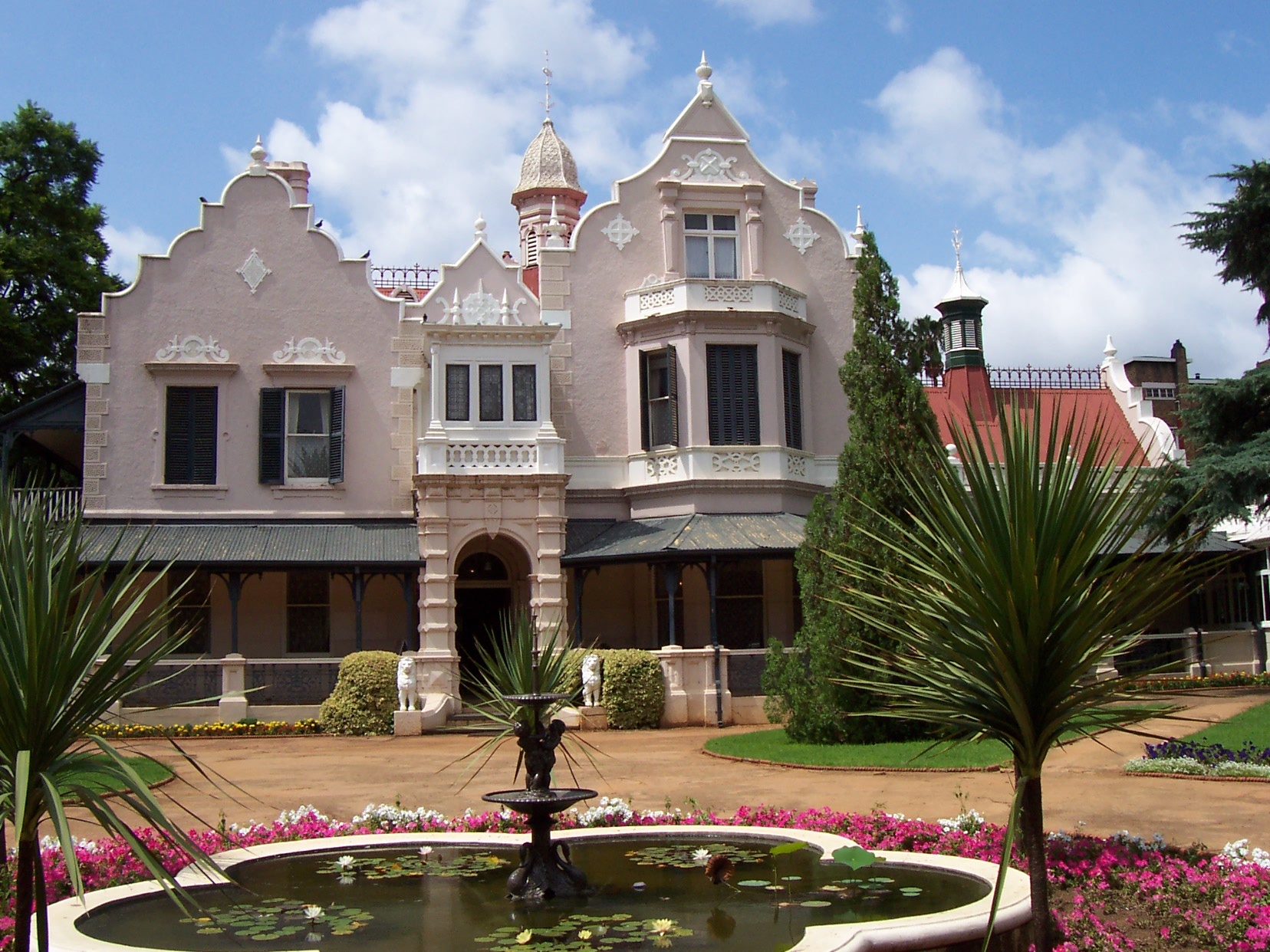
Melrose House

Melrose House – okazała, wiktoriańska rezydencja w Pretorii w Południowej Afryce. Została wzniesiona w roku 1886 przez pretoriańskiego biznesmena, George'a Jesse'ego Heysa. Została nazwana dla upamiętnienia kaplicy w Melrose w Szkocji. Budynek stał się znany w czasie II wojny burskiej, gdy w czerwcu 1900 lord Frederick Roberts zarekwirował ją na potrzeby głównej siedziby dowództwa wojsk brytyjskich. 31 maja 1902 podpisano tu kończący tę wojnę Traktat z Vereeniging.
Obecnie pełni funkcję muzeum architektury wiktoriańskiej.